# Boleslas II de Niemodlin
Boleslas II de Niemodlin (polonais : Bolesław II Niemodliński; né entre 1326/1335 – 19 aout 1367 et le 25 juillet 1368), fut duc de Niemodlin de 1365 jusqu'à sa mort conjointement avec ses deux frères comme corégents.

## Biographie
Boleslas II est le fils aîné de Boleslas Ier l'Ainé, duc de Niemodlin ( allemand : Falkenberg) et de son épouse Euphémie, fille du duc  Henri VI le Bon, de Wrocław.
Dès 1355, du fait de l'influence de son père auprès de l'empereur et roi de Bohême de Charles IV du Saint-Empire il est nommé Juge de la cour de Prague. À la mort de son père en 1365 il règne conjointement avec ses deux frères cadets sur le duché de Niemodlin. Il poursuit la politique de cooperation de son père avec le roi de Bohême et en  1367 il obtient Prudnik à titre de fief héréditaire. Boleslas II ne contracte par d'union et ne laisse aucun descendant . Il meurt à une date indéterminée entre le 19 aout 1367 et le 25 juin 1368.

## Sources
- (en) & (de) Peter Truhart, Regents of Nations, K. G Saur Münich, 1984-1988  (ISBN 359810491X), Art.  « Falkenberg », p.  2.449.
- (de) Europäische Stammtafeln Vittorio Klostermann, Gmbh, Francfort-sur-le-Main, 2004  (ISBN 3465032926),  Die Herzoge von Oppeln 1313-1532, und die Herzoge von Falkenberg 1313-1369 des Stammes der Piasten  Volume III Tafel 17.